# Арруда-душ-Вінюш
Арру́да-душ-Ві́нюш (порт. Arruda dos Vinhos; МФА: [a.ˈʁu.dɐ duʒ ˈvi.ɲuʃ], Ару́да-дуж-Ві́нюш) — муніципалітет і містечко в Португалії, в окрузі Лісабон. Розташований у західній частині країни, на теренах історичної португальської провінції Ештремадура. Належить до Лісабонського патріархату Католицької церкви в Португалії. Права міського самоврядування має з 1172 року. Поділяється на 4 парафії. За адміністративним поділом, чинним до 1976 року, був складовою провінції Ештремадура. Площа муніципалітету — 77,96 км², населення муніципалітету — 13391 ос. (2011); густота населення — 171,77 осіб/км²
. Патрон — Діва Марія. Святковий день муніципалітету — 1-й четвер після Вознесіння. Поштовий індекс — 2630.  Код місцевої адміністративної одиниці — 1102. Складова статистичного регіону Центр.

## Географія
Арруда-душ-Вінюш розташована на заході Португалії, в центрі округу Лісабон.
Арруда-душ-Вінюш межує на півночі з муніципалітетом Аленкер, на північному сході — з муніципалітетом Віла-Франка-де-Шира, на півдні — з муніципалітетом Лореш, на заході — з муніципалітетом Мафра, на північному заході — з муніципалітетом Собрал-де-Монте-Аграсу.

## Історія
1172 року португальський король Афонсу І надав Арруді форал, яким визнав за поселенням статус містечка та муніципальні самоврядні права.

## Населення
| Кількість мешканців | Кількість мешканців | Кількість мешканців | Кількість мешканців | Кількість мешканців | Кількість мешканців | Кількість мешканців | Кількість мешканців | Кількість мешканців | Кількість мешканців | Кількість мешканців | Кількість мешканців | Кількість мешканців | Кількість мешканців | Кількість мешканців |
| ------------------- | ------------------- | ------------------- | ------------------- | ------------------- | ------------------- | ------------------- | ------------------- | ------------------- | ------------------- | ------------------- | ------------------- | ------------------- | ------------------- | ------------------- |
| 1864                | 1878                | 1890                | 1900                | 1911                | 1920                | 1930                | 1940                | 1950                | 1960                | 1970                | 1981                | 1991                | 2001                | 2011                |
| 4 665               | 4 720               | 5 604               | 5 547               | 6 632               | 7 160               | 7 670               | 8 271               | 8 155               | 8 021               | 8 292               | 8 875               | 9 364               | 10 350              | 13 391              |

## Парафії
- Арраньо
- Арруда-душ-Вінюш
- Кардозаш
- Сантіагу-душ-Велюш

## Економіка, побут, транспорт
Економіка району головним чином представлена сільським господарством і харчовою промисловістю (виноробством — звідки і назва селища).
Серед архітектурних пам'яток головне місце займає церква «матріж» збудована між 1528 і 1531 роками, яка розташована у центрі селища.
Селище як і муніципалітет в цілому має добре розвинуту транспортну мережу, з'єднане з Лісабоном платною швидкісною автомагістраллю А-10 (відстань до столиці — 36 км).

## Персоналії
- Ірене Лішбоа (1892—1958) — португальська письменниця, поетеса, педагог, теоретик освіти.

## Галерея

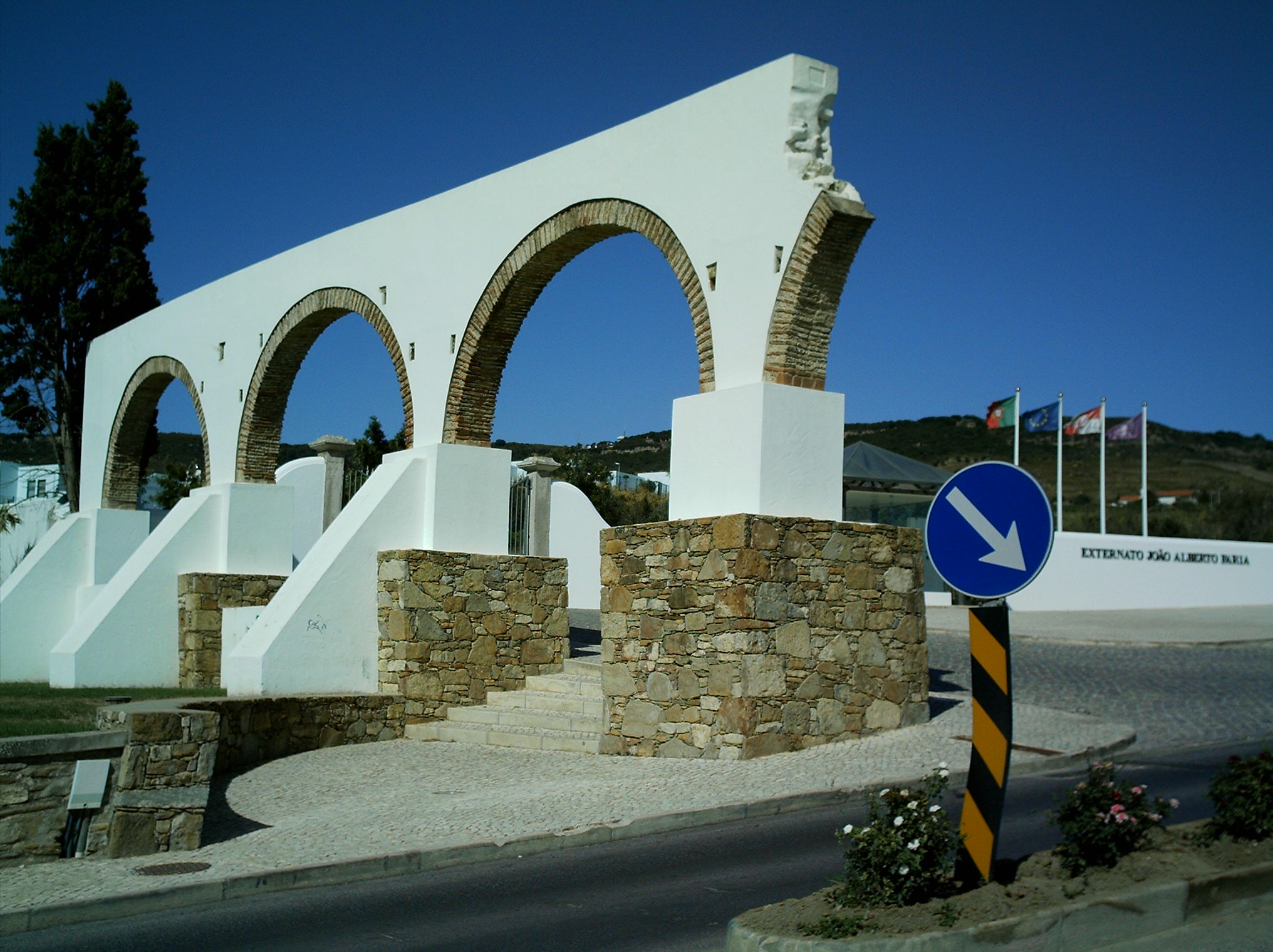
Залишки акведука
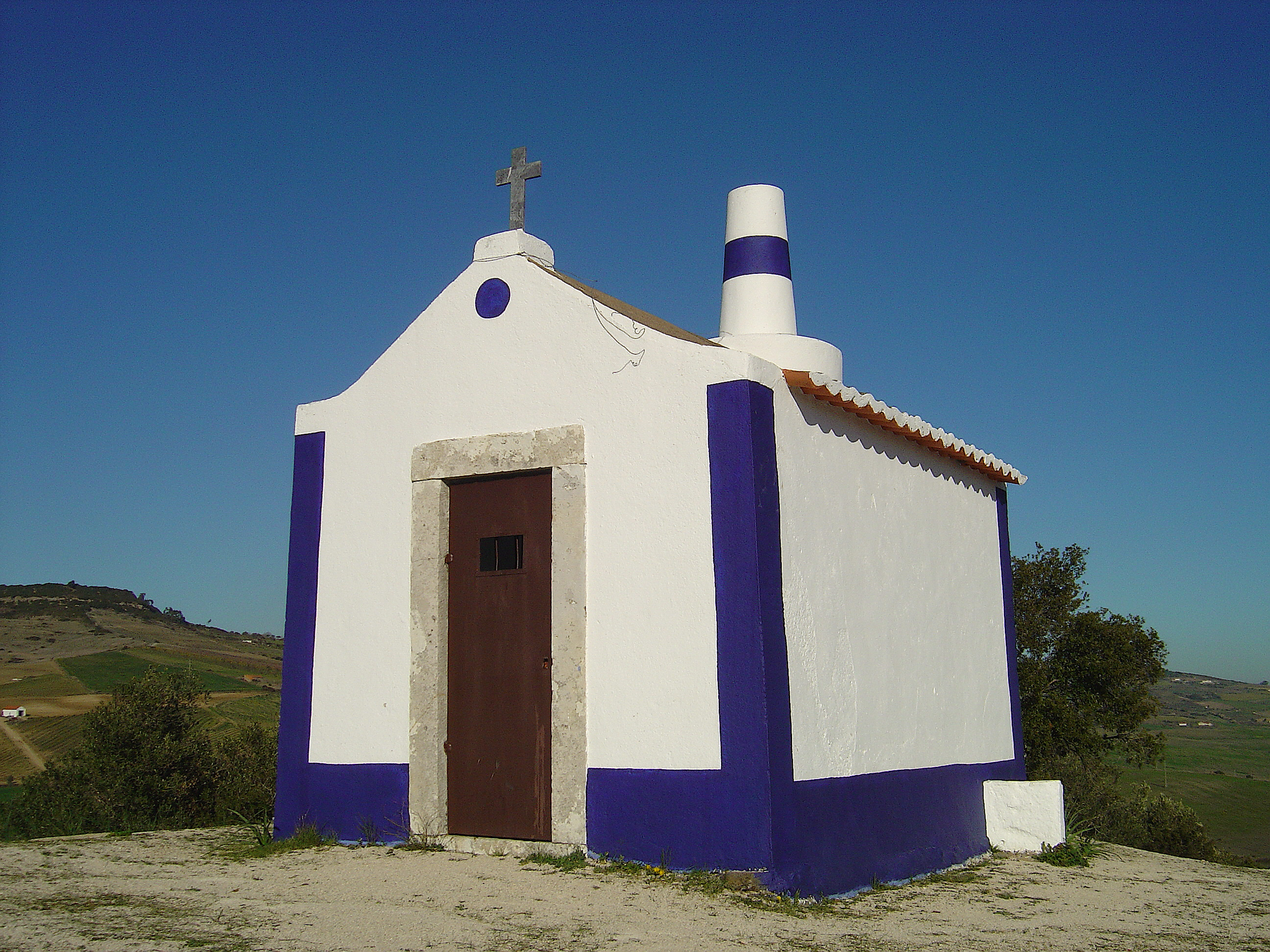
Сеньйора-ду-Монте — каплиця